# Vlagyimir Lvovics Levi
Vlagyimir Lvovics Levi (orosz: Владимир Львович Леви́; Moszkva, 1938. November 18.) szovjet és orosz író, pszichoterapeuta és pszichiáter, az önsegítő és a populáris pszichológia különböző témáiról szóló könyvek szerzője.

## Művei
Népszerű író volt a Szovjetunióban és a keleti blokk államaiban.
Az 1960-as években tudományos cikkeket publikált a „Знание – сила” (A Tudás – Erő) c. folyóiratban és más orgánumokban. Első könyve: „Gondolatvadászat. Egy pszichiáter feljegyzései”  1967-ben jelent meg oroszul.
Műveit lefordították cseh, szlovák, lengyel, magyar, bolgár, szerb-horvát, olasz, finn, német, francia nyelvre.

### Magyarul
Magyar nyelvű művei Vlagyimir Levi, illetve V. Levi néven jelentek meg.
- Egy hipnotizőr vallomásai; ford. Láng Róza; Kozmosz–Kárpáti, Budapest–Uzsgorod, 1978
- Az önismeret művészete; ford. Láng Rózsa, előszó Bagdy Emőke; Gondolat–Mir, Budapest–Moszkva, 1983